# James B. Longley
James Bernard Longley (* 22. April 1924 in Lewiston, Maine; † 16. August 1980 ebenda) war ein US-amerikanischer Politiker und von 1975 bis 1979 Gouverneur des Bundesstaates Maine.

## Frühe Jahre und politischer Aufstieg
James Longley wuchs in Lewiston auf und blieb sein ganzes Leben Bürger dieser Gemeinde. Bis 1947 besuchte er das Bowdoin College, dann war er bis 1954 am American College of Life Underwriters, wo er das Versicherungswesen studierte. Danach studierte er bis 1957 an der University of Maine Jura. Nach seinem Examen wurde er als Rechtsanwalt zugelassen. In der Folge wurde er in der Versicherungsbranche und als Rechtsanwalt tätig. Er gehörte keiner politischen Partei an und bewarb sich im Jahr 1974 als unabhängiger Kandidat um das Amt des Gouverneurs von Maine, in welches er dann auch gewählt wurde. Mit 39,1 Prozent der Stimmen setzte er sich vor dem Demokraten George J. Mitchell (36,3 Prozent) und dem Republikaner James S. Erwin (23,1 Prozent) durch.

## Gouverneur von Maine
James Longley trat seine vierjährige Amtszeit am 2. Januar 1975 an. Er war der erste politisch unabhängige Gouverneur dieses Staates. Als Gouverneur weigerte er sich, irgendein Gesetz zu unterschreiben, von dessen Richtigkeit er nicht selbst hundertprozentig überzeugt war. Als Folge dieser Einstellung hat Longley mehr Vetos gegen Gesetzesvorlagen eingelegt als jeder andere Gouverneur von Maine vor ihm.
Bald nach dem Ende seiner Amtszeit am 3. Januar 1979 erkrankte James Longley an Krebs, dem er am 16. August 1980 erlag. Er wurde in seiner Heimatstadt Lewiston beigesetzt. Longley war mit Helen Angela Walsh verheiratet, mit der er fünf Kinder hatte. Ein Sohn ist der zeitweilige republikanische Kongressabgeordnete James B. Longley junior.